# Littleton (Illinois)
Littleton – wieś w Stanach Zjednoczonych, w stanie Illinois, w hrabstwie Schuyler.